# Хатанака, Такэо
Такэо Хатанака (яп. 畑中 武夫 Хатанака Такэо, 1914−1963) — японский астрофизик.

## Биография
Родился в префектуре Вакаяма, окончил Токийский университет, с 1953 — профессор этого университета, преподавал астрофизику и радиоастрономию. Основал Нобеямскую радиообсерваторию близ Минамимаки, префектура Нагано , с 1953 — руководитель отдела радиоастрономии обсерватории.
Основные труды в области теоретической астрофизики и радиоастрономии.
Был секретарём нескольких комитетов Научного Совета Японии и членом ряда правительственных консультативных комиссий: по геодезии, геофизике, атомной энергии, радиотехнике и космическим исследованиям.
В его честь назван кратер на Луне и астероид № 4051.